# Маккорд, Анна-Линн
Анна-Линн Маккорд (англ. AnnaLynne McCord, родилась 16 июля 1987 года, Атланта, США) — американская актриса и модель, получившая известность благодаря роли Наоми Кларк в сериале «90210: Новое поколение» и Иден Лорд в «Частях тела».

## Биография
Была младшей из трёх дочерей в семье. Получила домашнее образование и получила диплом о наличии среднего образования в 15 лет. Затем она начала работать моделью в агентстве «Wilhelmina Modeling Agency», снявшись в нескольких рекламах и появившись в музыкальных клипах различных групп. Также недолгое время была моделью журнала «Seventeen».

## Карьера
В 2005 году появилась в итальянском фильме «Рождество в Майами», а в 2007 — в фильме ужасов «День мертвецов». Снялась в гостевых ролях в сериалах «Рядом с домом» и «Одинокие сердца», а также исполнила роль бунтарки Лорен Вэйкфилд в сериале канала MyNetworkTV «Американская наследница». Также Маккорд снялась в мелодраме «Правила лжи», но сериал так и не вышел в связи с изменениями в политике канала, отказавшегося от выпуска мелодраматических сериалов. Исполнила гостевые роли в сериалах «Дурнушка», «Университет» и «Детектив Раш».
Снялась в клипе «Baby, I’m In Love» мексиканской певицы Thalía. Также она сыграла роль психически неуравновешенной нимфоманки Иден Лорд в сериале «Части тела». По словам актрисы, ей «понравилось играть плохую девочку».
В 2008 году Маккорд получила роль Наоми Кларк в сериале «90210: Новое поколение» в качестве антигероини сериала, однако в скором времени многие критики стали называть Наоми ведущим персонажем сериала. По информации ресурса «E! On-Line», пробовалась на роль Розали Хейл (в фильме «Сумерки») и на роль Хайди (в фильме «Сумерки. Сага. Новолуние») — по словам актрисы, это она отказалась от предложения.
Маккорд исполнила роль в пьесе «Love, Loss, and What I Wore» Норы и Делии Эфрон на период с 27 апреля по 29 мая 2011 года. Её коллегами стали Кончата Феррелл, Минка Келли, Энн Мира и Б. Смит.
В 2012 году на кинофестивале «Сандэнс» состоялась премьера независимого фильма ужасов «Обрезание», в котором Анна-Линн предстала в непривычном для себя образе непривлекательной школьницы-аутсайдера по имени Полин. Игра актрисы была отмечена многими кинокритиками, даже оценившими фильм негативно.
Осенью 2013 года Маккорд получила роль в третьем сезоне сериала «Даллас».

## Личная жизнь
Маккорд долгое время встречалась с Келланом Латсом. Их видели вместе не раз, а слухи об их романе появились ещё в начале 2009 года, но всё это время актёры не комментировали свои отношения и числились у журналистов в списке предполагаемых пар (англ. hottiest maybe-couples). Осенью 2010 года Маккорд подтвердила, что её связывают романтические отношения с Келланом. Пара часто проводила время вместе и не скрывала своих отношений. 16 апреля Келлан Латс и Анна-Линн Маккорд во время отдыха на острове Сен-Мартен посетили ночной клуб Tantra.
После окончательного расставания с Латсом, у Маккорд начался роман со звездой сериала «Побег», Домиником Пёрселлом, который на 17 лет старше её.
В 2009 году присоединилась к программе школы «Woodland Regional High» и фонду «Woodland for Women Worldwide» в поддержку матерей Сомали — фонд развивает возможности современных женщин и девушек с помощью перспектив обучения, а также с жестоким отношением. Актриса стала представителем организации и была высоко оценена за свои гуманитарные заслуги.
12 июня 2014 года Анна-Линн призналась, что была изнасилована другом в 18-летнем возрасте в своём собственном доме.

## Фильмография

### Кино
| Кино | Кино                     | Кино                          | Кино         | Кино                                |
| Год  | Название                 | В оригинале                   | Обязанности  | Примечания                          |
| ---- | ------------------------ | ----------------------------- | ------------ | ----------------------------------- |
| 2002 | На полпути в никуда      | The Middle Of Nowhere         | Кассандра    |                                     |
| 2005 | Перевозчик 2             | Transporter 2                 | Угонщица     | эпизодическая роль                  |
| 2007 | Остров плохих девиц      | Bad Girl Island               | Симона       | главная роль                        |
| 2008 | День мертвецов           | Day Of The Dead               | Нина         | роль второго плана                  |
| 2008 | Призраки Молли Хартли    | The Haunting Of Molly Hartley | Сюзи         | эпизодическая роль                  |
| 2009 | Зажги этим летом!        | Fired Up!                     | Гвинет       | роль второго плана                  |
| 2010 | Амексика                 | Amexica                       | Женщина      | главная роль                        |
| 2010 | Ствол                    | Gun                           | Габриэлла    | главная женская роль                |
| 2011 | Расплата                 | Blood Out                     | Аня          | главная женская роль сразу на видео |
| 2012 | Обрезание                | Excision                      | Полин        | главная роль                        |
| 2013 | Офицер ранен             | Officer Down                  | Жанна Дронов | главная женская роль                |
| 2014 | Двойная игра             | Gutshot Straight              | Мэй          | главная женская роль                |
| 2015 | Маленький помощник Санты | Santa’s Little Helper         | Билли        | главная женская роль                |
| 2016 | Пожар на помойке         | Trash Fire                    | Перл         | роль второго плана                  |
| 2017 | Убить за 68              | 68 Kill                       | Лиза         | главная женская роль                |

### Телевидение
| Телевидение | Телевидение             | Телевидение          | Телевидение     | Телевидение         |
| Год         | Название                | В оригинале          | Обязанности     | Примечания          |
| ----------- | ----------------------- | -------------------- | --------------- | ------------------- |
| 2006        | Одинокие сердца         | Orange County        | Горячая девочка | 1 эпизод            |
| 2006        | Рядом с домом           | Close To Home        | Сара            | 1 эпизод            |
| 2007        | Детектив Раш            | Cold Case            | Бэкка Кроссан   | 1 эпизод            |
| 2007        | Дурнушка                | Ugly Betty           | Пэтра           | 2 эпизода           |
| 2007        | C.S.I.: Майами          | CSI: Miami           | Шерри Уильямсон | 1 эпизод            |
| 2007        | Американская наследница | American Heiress     | Лорен Уэйкфилд  | 61 эпизод           |
| 2007        | Университет             | Greek                | Дэстини/Пэтти   | 1 эпизод            |
| 2007-2009   | Части тела              | Nip/Tuck             | Иден Лорд       | 12 эпизодов         |
| 2008        | Тяжёлый случай          | Head Case            | Подружка Тарда  | 1 эпизод            |
| 2008-2013   | 90210: Новое поколение  | 90210                | Наоми Кларк     | 114 эпизодов        |
| 2010        | Сдвоенная выставка      | Double Explosure     | Актриса         | 1 эпизод            |
| 2011        | Ночные истории          | Night Tales          | н/д             | телевизионный фильм |
| 2014        | Даллас                  | Dallas               | Хизер           |                     |
| 2016        | Красавица и чудовище    | Beauty and the beast | Диана Вон       | 4 сезон 8 серия     |

## Награды
В 2009 году получила премию «Young Hollywood Superstar» в номинации «Актриса завтрашнего дня». Также номинировалась на премию «Teen Choice Awards» за исполнение роли Наоми. В 2010 году получила премию «Прорыв года» в номинации «Выдающееся исполнение роли» за роль Наоми.